# Färöische Fußballmeisterschaft der Frauen 1996
Die Färöische Fußballmeisterschaft der Frauen 1996 wurde in der 1. Deild genannten ersten färöischen Liga ausgetragen und war insgesamt die zwölfte Saison. Sie startete am 1. Juni 1996 mit dem Spiel von KÍ Klaksvík gegen B36 Tórshavn und endete am 13. Oktober 1996.
Aufsteiger LÍF Leirvík kehrte nach zehn Jahren in die höchste Spielklasse zurück. Meister wurde B36 Tórshavn, die den Titel somit zum dritten Mal erringen konnten. Titelverteidiger HB Tórshavn landete auf dem fünften Platz. Absteigen musste hingegen ÍF Fuglafjørður, welche sich nach drei Jahren Erstklassigkeit vom Spielbetrieb zurückzogen.
Im Vergleich zur Vorsaison verschlechterte sich die Torquote auf 4,30 pro Spiel. Den höchsten Sieg erzielte B36 Tórshavn mit einem 10:0 im Auswärtsspiel gegen SÍ Sumba am zwölften Spieltag. Das torreichste Spiel absolvierten SÍ Sumba und Skála ÍF mit einem 2:10 am zehnten Spieltag.

## Modus
In der 1. Deild spielte nach dem Rückzug von ÍF Fuglafjørður jede Mannschaft an zwölf Spieltagen wieder jeweils zwei Mal gegen jede andere. Die punktbeste Mannschaft zu Saisonende stand als Meister dieser Liga fest. In der neu eingeführten Relegation musste der Siebtplatzierte zudem noch zwei Relegationsspiele gegen den Zweitplatzierten der 2. Deild um den Verbleib in der 1. Deild austragen.

## Saisonverlauf
Skála ÍF gewann die ersten drei Partien und setzte sich somit an die Spitze der Tabelle. Nach der 1:3-Auswärtsniederlage gegen LÍF Leirvík stand KÍ Klaksvík auf dem ersten Platz, doch schon am nächsten Spieltag musste die Führung wieder abgegeben werden, da das Spiel gegen ÍF Fuglafjørður nicht gewertet wurde. Der neue Tabellenführer hieß wieder Skála ÍF und hielt diese Position trotz der 3:7-Niederlage im Auswärtsspiel gegen HB Tórshavn am achten Spieltag, musste die Führung jedoch nach dem ebenfalls nicht gewerteten Spiel gegen ÍF am neunten Spieltag schlussendlich doch an B36 Tórshavn abgeben, die nun punktgleich mit KÍ Klaksvík waren. Nun bestritt allerdings B36 am nächsten Spieltag ein Spiel ohne Wertung, was KÍ ausnutzen konnte und vorbeizog. Auch die beiden nächsten Spiele gewann KÍ, so dass der Abstand zu B36 vor den letzten beiden Spieltagen drei Punkte betrug. Am vorletzten Spieltag blieb KÍ Klaksvík spielfrei, was jedoch B36 Tórshavn nicht ausnutzen konnte, da diese nicht über ein 0:0 bei LÍF Leirvík hinauskamen. Am letzten Spieltag fiel dann die Entscheidung um die Meisterschaft. B36 gewann hierbei das Heimspiel mit 2:0 gegen EB Eiði, wobei KÍ mit 2:3 bei Skála ÍF unterlag, so dass B36 Tórshavn als Meister feststand.
Da sich ÍF Fuglafjørður vom Spielbetrieb zurückzog, stand der einzige Absteiger somit fest.

## Abschlusstabelle
| Pl. | Verein            | Sp. | S | U | N  | Tore    | Diff. | Punkte |
| --- | ----------------- | --- | - | - | -- | ------- | ----- | ------ |
| 1.  | B36 Tórshavn (P)  | 12  | 8 | 2 | 2  | 027:300 | +24   | 26     |
| 2.  | KÍ Klaksvík       | 12  | 8 | 1 | 3  | 033:190 | +14   | 25     |
| 3.  | LÍF Leirvík (N)   | 12  | 7 | 2 | 3  | 024:140 | +10   | 23     |
| 4.  | Skála ÍF          | 12  | 7 | 1 | 4  | 035:220 | +13   | 22     |
| 5.  | HB Tórshavn (M)   | 12  | 4 | 1 | 7  | 029:200 | +9    | 13     |
| 6.  | EB Eiði           | 12  | 3 | 1 | 8  | 018:410 | −23   | 10     |
| 7.  | SÍ Sumba 1        | 12  | 1 | 0 | 11 | 006:530 | −47   | 03     |
| 8.  | ÍF Fuglafjørður 2 | 0   | 0 | 0 | 0  | 000:000 | ±0    | 0      |

| (N) | Aufsteiger       |
| (M) | Meister 1995     |
| (P) | Pokalsieger 1995 |

## Spiele und Ergebnisse
|                 | B36    | EB     | HB     | ÍF     | KÍ     | LÍF    | Sumba  | Skála  |
| --------------- | ------ | ------ | ------ | ------ | ------ | ------ | ------ | ------ |
| B36 Tórshavn    |        | 2:0    | 1:0    | 0-:- 3 | 0:1    | 2:0    | 4:0    | 1:0    |
| EB Eiði         | 0:5    |        | 2:1    | 0-:- 3 | 3:1    | 1:5    | 8:0    | 1:1    |
| HB Tórshavn     | 0:1    | 8:1    |        | 0-:- 3 | 3:5    | 2:3    | 0-:- 4 | 7:3    |
| ÍF Fuglafjørður | 0-:- 3 | 0-:- 3 | 0-:- 3 |        | 0-:- 3 | 0-:- 3 | 0-:- 3 | 0-:- 3 |
| KÍ Klaksvík     | 1:1    | 5:0    | 2:1    | 0-:- 3 |        | 4:2    | 5:0    | 3:5    |
| LÍF Leirvík     | 0:0    | 4:0    | 0:0    | 0-:- 3 | 1:2    |        | 0-:- 5 | 3:1    |
| SÍ Sumba        | 00:10  | 2:1    | 1:7    | 0-:- 3 | 0:2    | 1:4    |        | 02:10  |
| Skála ÍF        | 1:0    | 7:1    | 1:0    | 0-:- 3 | 3:2    | 1:2    | 2:0    |        |

## Torschützenliste
Bei gleicher Anzahl von Treffern sind die Spielerinnen nach dem Nachnamen alphabetisch geordnet.
| Platz | Spieler             | Mannschaft   | Tore |
| ----- | ------------------- | ------------ | ---- |
| 1     | Sigrun Mikkelsen    | HB Tórshavn  | 11   |
| 1     | Signhild Petersen   | Skála ÍF     | 11   |
| 1     | Sonja R. Steinhólm  | LÍF Leirvík  | 11   |
| 4     | Malena Josephsen    | KÍ Klaksvík  | 09   |
| 4     | Sóley Mikkelsen     | Skála ÍF     | 09   |
| 6     | Elsebeth Jónsson    | KÍ Klaksvík  | 08   |
| 7     | Rakul N. Joensen    | B36 Tórshavn | 07   |
| 7     | Eyðfríð Kristiansen | EB Eiði      | 07   |
| 9     | Rannvá B. Andreasen | KÍ Klaksvík  | 06   |
| 9     | Eyðvør úr Dímun     | HB Tórshavn  | 06   |
| 9     | Ingun Hansen        | Skála ÍF     | 06   |
| 9     | Elisabeth Høgnesen  | LÍF Leirvík  | 06   |
| 9     | Teresa S. Johnsson  | HB Tórshavn  | 06   |

Dies war nach 1995 der zweite Titel für Sigrun Mikkelsen.

## Spielstätten
| Mannschaft      | Stadion          | Spielort     |
| --------------- | ---------------- | ------------ |
| B36 Tórshavn    | Gundadalur       | Tórshavn     |
| EB Eiði         | Á Mølini         | Eiði         |
| HB Tórshavn     | Gundadalur       | Tórshavn     |
| ÍF Fuglafjørður | Í Fløtugerði     | Fuglafjørður |
| KÍ Klaksvík     | Við Djúpumýrar   | Klaksvík     |
| LÍF Leirvík     | Uppi á Brekku    | Leirvík      |
| SÍ Sumba        | Á Krossinum      | Sumba        |
| Skála ÍF        | Undir Mýruhjalla | Skáli        |

## Schiedsrichter
Folgende Schiedsrichter, darunter auch zwei aus Dänemark, leiteten die 40 ausgetragenen Erstligaspiele (zu einem Spiel fehlen die Daten):
| Name                      | Stammverein     | Spiele |
| ------------------------- | --------------- | ------ |
| Hermann Jacobsen          | B68 Toftir      | 06     |
| Jonhard Hilmarsson Hansen | NSÍ Runavík     | 04     |
| Tommy O. Jensen           | HB Tórshavn     | 04     |
| Jón Láadal                | ÍF Streymur     | 04     |
| John Klein                | B36 Tórshavn    | 03     |
| Petur Erhard Kjærbo       | SÍ Sumba        | 02     |
| Eiler Rasmussen           | Skála ÍF        | 02     |
| Petur Reinert             | LÍF Leirvík     | 02     |
| Finn Thomsen              | TB Tvøroyri     | 02     |
| Árni Vang                 | ÍF Fuglafjørður | 02     |

Weitere acht Schiedsrichter leiteten jeweils ein Spiel.

## Die Meistermannschaft
In Klammern sind die Anzahl der Einsätze sowie die dabei erzielten Tore genannt.
| 1. | B36 Tórshavn |
|    | Guðrið Dam (1/0) \| Arnbjørg Danielsen (6/0) \| Maibritt Eystberg (4/0) \| Rannvá av Húsabrúgv (11/0) \| Judith E. Joensen (6/0) \| Maibritt Joensen (12/2) \| Rakul N. Joensen (12/7) \| Sólvá Joensen (11/4) \| Marjun Jógvansdóttir (1/0) \| Maria Vang Justinussen (12/2) \| Brynhild Klein (11/5) \| Jenny Lamhauge (12/0) \| Mie Larsen (7/0) \| Anja Rein (9/4) \| Eyðdis Reinert (1/0) \| Eva Vang (10/1) \| Sólgerð Viderø (12/1) \| Anja Maria Weyhe (7/1) ohne Einsatz: Alice Abrahamsen \| Linda Rasmussen |

## Nationaler Pokal
Im Landespokal gewann HB Tórshavn mit 3:1 gegen KÍ Klaksvík. Meister B36 Tórshavn schied im Halbfinale mit 1:3 und 0:7 gegen HB Tórshavn aus.